# Szminka

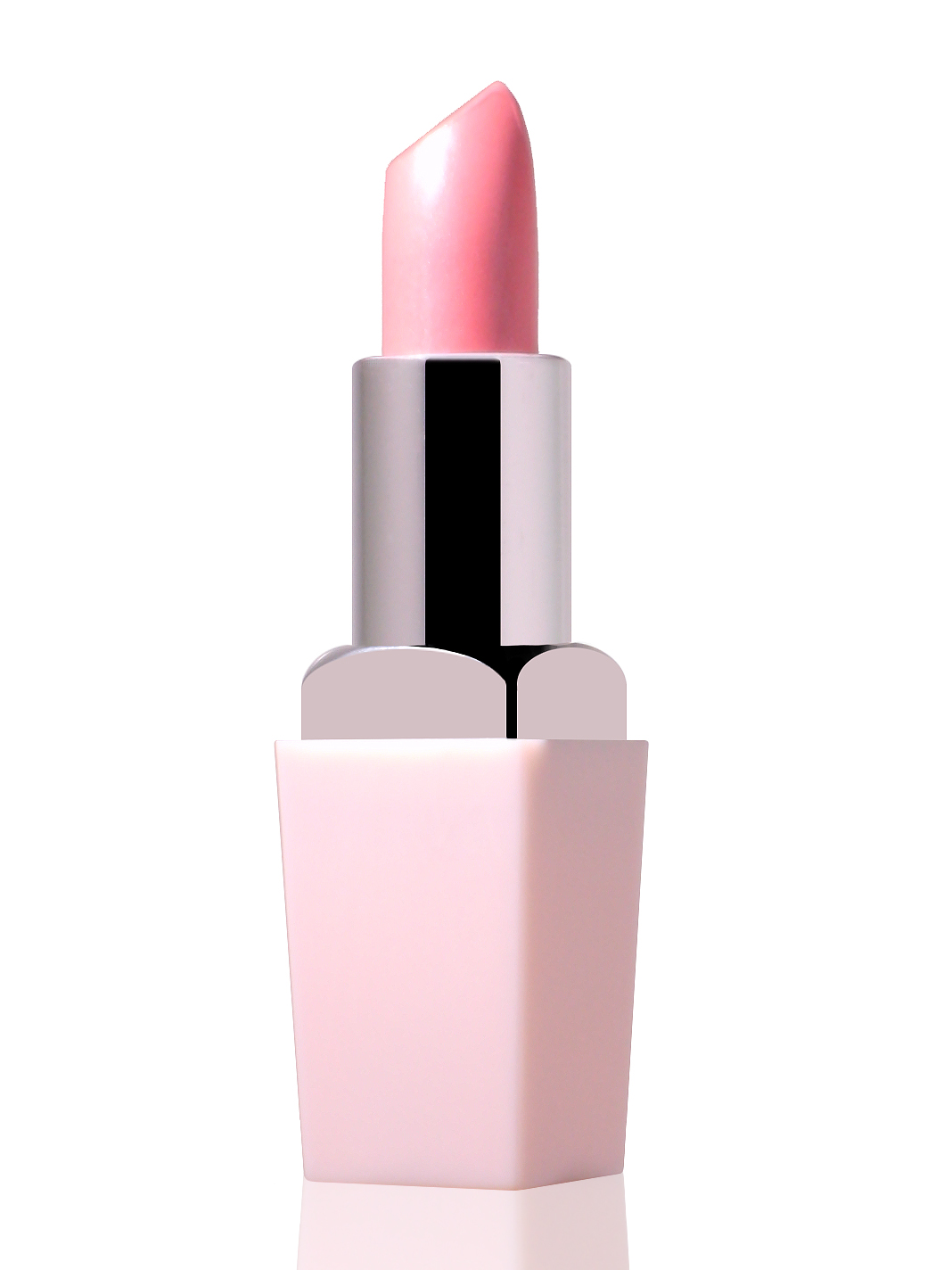
Szminka

Szminka, pomadka do ust – kosmetyk kolorowy w formie sztyftu, służący do podkreślenia ust i nadania im barwy.
Składa się głównie z tłustego kremu i barwnika, ale może również zawierać witaminy, substancje odżywcze, nabłyszczające, nawilżające, zapachowe, filtry chroniące przed promieniowaniem ultrafioletowym. Jej kolor zależy od stopnia nasycenia zawartego w niej pigmentu.